# Alojzij Peterlin
Alojzij Peterlin slovenski rimskokatoliški duhovnik in književnik, * 13. december 1872, Kamnik, † 14. marec 1943, Ljubljana.

## Življenje in delo
Rodil se je očetu zemljaku Alojziju st. in materi Flori (rojeni Ulčar). V rojstnem kraju je končal 4-razredno osnovno šolo, obiskoval gimnazijo v Ljubljani, Novem mestu, Beljaku in Celovcu, kjer je maturiral. Po odsluženi vojaščini je v Gorici študiral bogoslovje (1895–1899). Kot kaplan je v letih 1899−1913 služboval v raznih krajih, 1913–1917 je bil župnik v Ospu, 1917–1918 vojni kurat v Dolomitih. Leta 1919 je v Ljubljani na učiteljišču opravil dodatno maturo in 1921 državni izpit za učitelja; 1919–1923 je bil vpisan tudi na univerzi v Ljubljani in 12. februarja 1932 diplomiral iz filozofije in jugoslovanske književnosti. Od 1919 je bil učitelj na raznih šolah. Proti koncu življenja se je vrnil v duhovniški poklic.
Že v nižji gimnaziji je pisal v list Nanos; pozneje je bil tudi član dijaške Zadruge in 1891 začel pod psevdonimom Bátog objavljati pesmi v Ljubljanskem zvonu. Za Koledar Mohorjeve družbe je napisal povest Soseda (1911). Po vojni je pisal kratke, vesele črtice katere je objavljal v raznih listih (Slovenec, Slovenski narod, Jutranje Novosti in drugih). Pesmi in književne kritike je objavljal tudi v Odmevih.
Izbor svojih pesmi, večinoma iz starejše dobe, je izdal v samozaložbi pod naslovom Pot za goro (COBISS); zbirko zaključuje značilna osebna izpoved »Kam?«. Napisal je tudi dramo Solnce (II. dejanje izšlo leta 1933 v Odmevih) in ljudsko igro Prelom (rokopis); prevedel je opere Norma, Zapečatenci (COBISS), predelal prevod Seviljskega brivca in Toske.